# Jorge A. Suárez
 Jorge Alberto Suárez (29 de julio de 1927–24 de febrero de 1985) fue un lingüista argentino, especializado en las lenguas indígenas de México.

## Biografía
Nació en Villa María, provincia de Córdoba, en Argentina, y se formó como profesor de educación básica en Buenos Aires. Junto con su primera esposa, Emma Gregores, cursó un doctorado en la Universidad Cornell entre 1959 y 1961, bajo la supervisión de Charles Hockett. En 1968, publicó su primer libro: una gramática de la lengua guaraní, que consistió en una versión más elaborada de su tesis de doctorado en coautoría con Gregores. 
Posteriormente dio clases en Argentina hasta 1969, cuando se mudó a México, donde contrajo matrimonio con Yolanda Lastra y donde se dedicó al estudio de las lenguas indígenas locales. Junto con Lastra, trabajó en extenso la dialectología de las lenguas nahuas y llevó a cabo trabajo de campo a profundidad sobre la lengua tlapaneca o me'phaa, escribiendo la primera gramática de esta lengua. En 1983 publicó un influyente libro sobre las lenguas mesoamericanas. A su vez, fue fundador de la serie monográfica Archivo de Lenguas Indígenas de México.
En México, estuvo afiliado a El Colegio de México (1969–1972), la Sección de Lingüística del Instituto Nacional de Antropología e Historia (1972–1975), la Universidad Nacional Autónoma de México (1975–1983) y de nuevo con El Colegio de México (1983–1984).

## Publicaciones selectas
- Jorge A. Suárez y Emma Gregores. 1968. A description of colloquial Guarani. La Haya: Mouton.
- Jorge A. Suárez. 1974. South American Indian languages. Encyclopaedia Britannica, 15a. edición, Macropaedia 17. 105–112.
- Jorge A. Suárez. 1983a. 1983a. The Mesoamerican Indian Languages. Cambridge: Cambridge University Press.
- Jorge A. Suárez. 1983b. La lengua tlapaneca de Malinaltepec. México: UNAM.